# Oleksenkî, Bilopillea
Oleksenkî (în ucraineană Олексенки) este un sat în comuna Hurînivka din raionul Bilopillea, regiunea Sumî, Ucraina.

## Demografie
Componența lingvistică a localității Oleksenkî
     Ucraineană (96,15%)
     Rusă (3,85%)
Conform recensământului din 2001, majoritatea populației localității Oleksenkî era vorbitoare de ucraineană (96,15%), existând în minoritate și vorbitori de rusă (3,85%).